# 山岡孝次
山岡 孝次（やまおか たかつぐ、1953年4月16日 - ）は、日本の実業家、株式会社ホテルオークラ東京ベイ元代表取締役社長兼総支配人、ハイアットリージェンシー東京元副総支配人、フェニックス・シーガイア・リゾート元CFO。

## 人物・経歴
1953年4月16日生まれ。1977年3月、立教大学社会学部観光学科（現・観光学部）卒業。
1977年4月、東京シティホテルに入社し、フロント課で勤務。1983年、ホテル東京ガーデンパレス営業企画課を経て、1988年、シェラトン・グランデ・トーキョーベイ・ホテル＆タワーズ経理本部経理課インカム・オーディット課長、1989年、同ファイナルシャル・アナリスト次長、1993年、同デュプティ・ファイナンシャル・コントローラー部長、1995年、同ファイナンシャル・コントローラー本部長を歴任。
2000年、スターウッド・ホテルズ＆リゾート日本地区エリア・コントローラーを兼務し、2002年、日本スターウッドホテル株式会社に転籍し、取締役兼日本・韓国・グアム地区統括経理部長に就任。
2004年、フェニックス・シーガイア・リゾートCFO、2007年、株式会社KPMG FASリストラクチャリング部門ディレクター、2011年9月、ハイアットリージェンシー東京副総支配人に就任。
2013年10月、株式会社ホテルオークラに入社、ホテルオークラ東京ベイ総支配人就任。
2014年5月、株式会社ホテルオークラ東京ベイ代表取締役専務総支配人、2017年5月、株式会社ホテルオークラ東京ベイ代表取締役社長総支配人に就任。
2021年5月、同社取締役相談役に就任。